# فهرست فرودگاه‌های کارولینای جنوبی
این فهرست شامل فهرست فرودگاه‌های کارولینای جنوبی است که براساس گروه، نوع و مکان آن‌ها مرتب شده‌اند. کارولینای جنوبی یکی از ایالات آمریکا است.

## فرودگاه‌ها
این فهرست شامل اطلاعات زیر می‌باشد:
- شهر خدمت‌رسانی - شهری که عموماً به فرودگاه نسبت داده می‌شود و به آن نام در اداره هوانوردی فدرال ثبت شده‌است. این شهر همیشه مکان واقعی فرودگاه نیست چراکه برخی از این فرودگاه‌ها در شهرک‌هایی خارج از شهر اصلی خدمت‌رسانی خود واقع شده‌اند. این فهرست، همهٔ شهرهای سرویس داده شده را دربر نمی‌گیرد. این شهرها را می‌توان در نوشتار مربوط به هر فرودگاه یافت.
- FAA - شناسه موقعیت فرودگاه بر پایه اطلاعات اداره هوانوردی فدرال (FAA).
- IATA - شماره اختصاص‌داده‌شده به فرودگاه توسط انجمن بین‌المللی حمل و نقل هوایی (IATA). مواردی که این شناسه با شناسه مورد استفادهٔ اداره هوانوردی فدرال هماهنگ نیستند پررنگ شده‌اند.
- ICAO - نشان‌گر موقعیت اختصاص‌داده‌شده توسط سازمان بین‌المللی هوانوردی غیرنظامی (ایکائو).
- نام فرودگاه - نام رسمی فرودگاه. مواردی که به صورت پررنگ نشان داده شده‌اند بیانگر این هستند که فرودگاه برای شرکت‌های هواپیمایی تجاری، خدمات زمان‌بندی‌شده ارائه می‌کند.
- کاربری (Role) - یکی از موارد چهارگانه دسته‌بندی فرودگاهی اداره هوانوردی فدرال، که طبق گزارش ارائه‌شده در طرح ملی سامانه‌های فرودگاهی یک‌پارچه (NPIAS)، بین سال‌های ۲۰۰۹-۲۰۱۳ شامل موارد زیر است:
  - P: خدمات تجاری - دست‌اول (Primary) که شامل فرودگاه‌های دولتی‌ای است که خدمات مسافربری منظم ارائه می‌کنند و سالانه به بیش از ۱۰ هزار مسافر خدمات می‌دهند.

فرودگاه‌های دست‌اول توسط اداره هوانوردی فدرال به مراکز اصلی زیر طبقه‌بندی شده‌اند:
- -     - L: مرکز بزرگ که ۱% از کل مسافرت‌های هوایی ایالات متحده آمریکا (در طی یک سال) را دربرمی‌گیرد.
    - M: مرکز متوسط که برای ۰٫۲۵% از کل مسافرت‌های هوایی ایالات متحده آمریکا (در طی یک سال) در نظر گرفته شده‌است.
    - S: مرکز کوچک که برای ۰٫۰۵% تا ۰٫۲۵% از کل مسافرت‌های هوایی ایالات متحده آمریکا (در طی یک سال) در نظر گرفته شده‌است.
    - N: مرکز نیست که برای کمتر از ۰٫۰۵% از کل مسافرت‌های هوایی ایالات متحده آمریکا (در طی یک سال) در نظر گرفته شده‌است.

  - CS: خدمات تجاری - غیر دست‌اول که شامل فرودگاه‌های دولتی‌ای است که سالیانه حداقل به ۲۵۰۰ مسافر خدمات می‌دهند.
  - R: فرودگاه‌های کمکی که توسط اداره هوانوردی فدرال برای کاهش فشار بر فرودگاه‌های بزرگ و نیز افزایش دسترسی جامعه به خدمات هوایی ایجاد شده‌اند.
  - GA: فرودگاه‌های اختصاص یافته به هوانوردی عمومی، که بیشترین تعداد از فرودگاه‌های آمریکا را دربر می‌گیرند.
- Enpl - تعداد مسافرت‌های انجام شده در فرودگاه در طی سال ۲۰۰۸ (بر اساس آمار اداره هوانوردی فدرال)
- Airspace - دستهٔ (کلاس) حریم هوایی درنظرگرفته‌شده برای آن فرودگاه.(مقادیر داده‌شده در پرانتز بیانگر این هستند که فرودگاه در حریم هوایی یک فرودگاه دیگر واقع شده‌است و نیز آن حریم هوایی را نشان می‌دهند) به‌طور کلی، فرودگاه‌های دستهٔ B شلوغ‌ترین فرودگاه‌ها هستند و بعد از آن‌ها به ترتیب دسته‌های C، D، E و G قرار دارند.

| شهر                             | شناسه موقعیت | یاتا | ایکائو | نام فرودگاه                                                  | کاربری | مسافر در سال |
| ------------------------------- | ------------ | ---- | ------ | ------------------------------------------------------------ | ------ | ------------ |
|                                 |              |      |        | Commercial Service - Primary Airports                        |        |              |
| چارلستون، کارولینای جنوبی       | CHS          | CHS  | KCHS   | فرودگاه بین‌المللی چارلستون / پایگاه شکاری چارلستن            | P-S    | 2,520,829    |
| کلمبیا، کارولینای جنوبی         | CAE          | CAE  | KCAE   | فرودگاه شهرستان کلمبیا                                       | P-S    | 565,938      |
| فلرنس، کارولینای جنوبی          | FLO          | FLO  | KFLO   | فرودگاه محلی فلورنس                                          | P-N    | 64,835       |
| گریر، کارولینای جنوبی           | GSP          | GSP  | KGSP   | فرودگاه بین‌المللی گرنویل-اسپارتانبورگ (Roger Milliken Field) | P-S    | 699,805      |
| هیلتن هد آیلند، کارولینای جنوبی | HXD          | HHH  | KHXD   | فرودگاه هیلتن هد                                             | P-N    | 79,912       |
| مرتل بیچ، کارولینای جنوبی       | MYR          | MYR  | KMYR   | فرودگاه بین‌المللی میرتل بیچ                                  | P-S    | 705,430      |
|                                 |              |      |        | Reliever Airports                                            |        |              |
| کلمبیا، کارولینای جنوبی         | CUB          | CUB  | KCUB   | فرودگاه جیم همیلتون–ل. ب. اونز (was Columbia Owens Downtown) | R      | 179          |
| راک هیل، کارولینای جنوبی        | UZA          | RKH  | KUZA   | فرودگاه راک هیل (یورک کانتی) (Bryant Field)                  | R      | 52           |
|                                 |              |      |        | General Aviation Airports                                    |        |              |
| ایکن، کارولینای جنوبی           | AIK          | AIK  | KAIK   | فرودگاه شهری ایکن                                            | GA     | 41           |
| آلندال، کارولینای جنوبی         | 88J          |      |        | Allendale County Airport                                     | GA     | 2            |
| اندرسون، کارولینای جنوبی        | AND          | AND  | KAND   | فرودگاه منطقه‌ای اندرسن                                       | GA     | 552          |
| اندروز، کارولینای جنوبی         | PHH          | ADR  | KPHH   | فرودگاه رابرت اف. اسوینی                                     | GA     |              |
| بمبرگ، کارولینای جنوبی          | 99N          |      |        | Bamberg County Airport                                       | GA     |              |
| بارنول، کارولینای جنوبی         | BNL          | BNL  | KBNL   | فرودگاه منطقه‌ای بارنول (was Barnwell County Airport)         | GA     | 10           |
| بووفرت، کارولینای جنوبی         | ARW          | BFT  | KARW   | فرودگاه شهرستان بووفرت                                       | GA     | 2,083        |
| بنتسویل، کارولینای جنوبی        | BBP          | BTN  | KBBP   | فرودگاه شهرستان مارلبرو (H.E. Avent Field)                   | GA     |              |
| بیشوپویل، کارولینای جنوبی       | 52J          |      |        | Lee County Airport (Butters Field)                           | GA     |              |
| کمدن، کارولینای جنوبی           | CDN          | CDN  | KCDN   | وودوارد فیلد (فرودگاه)                                       | GA     | 8            |
| چارلستون، کارولینای جنوبی       | JZI          |      | KJZI   | فرودگاه چارلستون ایگزکیتیو                                   | GA     | 319          |
| چراو، کارولینای جنوبی           | CQW          | HCW  | KCQW   | فرودگاه شهری چراو (Lynch Bellinger Field)                    | GA     |              |
| چستر، کارولینای جنوبی           | DCM          |      | KDCM   | فرودگاه منطقه‌ای چستر کتباً                                    | GA     | 7            |
| کلمسون، کارولینای جنوبی         | CEU          | CEU  | KCEU   | فرودگاه منطقه‌ای اوکونی کانتی                                 | GA     | 47           |
| کانوی، کارولینای جنوبی          | HYW          |      | KHYW   | فرودگاه کانوای-هوری کانتی                                    | GA     | 2            |
| دارلینگتون، کارولینای جنوبی     | UDG          |      | KUDG   | فرودگاه دارلینگتن کانتی                                      | GA     |              |
| دیلون، کارولینای جنوبی          | DLC          | DLL  | KDLC   | فرودگاه دیلن کاونتی                                          | GA     |              |
| جرجتاون، کارولینای جنوبی        | GGE          | GGE  | KGGE   | فرودگاه شهرستان جورج تاون                                    | GA     | 114          |
| Greenville                      | GMU          | GMU  | KGMU   | فرودگاه گرینویل داونتاون                                     | GA     | 882          |
| Greenville                      | GYH          | GDC  | KGYH   | فرودگاه دونالسون سنتر                                        | GA     | 105          |
| گرینوود، کارولینای جنوبی        | GRD          | GRD  | KGRD   | فرودگاه شهرستان گرینوود                                      | GA     | 14           |
| هارتسویل، کارولینای جنوبی       | HVS          | HVS  | KHVS   | فرودگاه منطقه‌ای هارتسویل                                     | GA     | 2            |
| کینگستر، کارولینای جنوبی        | CKI          |      | KCKI   | Williamsburg Regional Airport                                | GA     | 5            |
| لنکستر، کارولینای جنوبی         | LKR          |      | KLKR   | فرودگاه لنکستر کاونتی (McWhirter Field)                      | GA     | 1            |
| لرنز، کارولینای جنوبی           | LUX          |      | KLUX   | فرودگاه لائورنس                                              | GA     | 1            |
| لریس، کارولینای جنوبی           | 5J9          |      |        | Twin City Airport                                            | GA     |              |
| منینگ، کارولینای جنوبی          | MNI          |      | KMNI   | فرودگاه سانتی کوپر رجیونال                                   | GA     |              |
| مریون، کارولینای جنوبی          | MAO          |      | KMAO   | Marion County Airport                                        | GA     | 1            |
| مونکس کرنر، کارولینای جنوبی     | MKS          |      | KMKS   | فرودگاه شهرستان برکلی                                        | GA     | 4            |
| ماونت پلزنت، کارولینای جنوبی    | LRO          |      | KLRO   | فرودگاه منطقه‌ای ماونت پلزنت (کارولینای جنوبی) (Faison Field) | GA     | 245          |
| نیوبری، کارولینای جنوبی         | EOE          |      | KEOE   | فرودگاه نیو بری کانتی                                        | GA     | 17           |
| نرت مرتل بیچ، کارولینای جنوبی   | CRE          | CRE  | KCRE   | فرودگاه گرند استرند                                          | GA     | 113          |
| ارینجبرگ، کارولینای جنوبی       | OGB          | OGB  | KOGB   | ارینجبرگ میونیسپل ایرپرت                                     | GA     | 3            |
| پاگلاند، کارولینای جنوبی        | PYG          |      | KPYG   | Pageland Airport                                             | GA     |              |
| پیلیان، کارولینای جنوبی         | 6J0          |      |        | Lexington County Airport at Pelion                           | GA     |              |
| پیکنز، کارولینای جنوبی          | LQK          | LQK  | KLQK   | فرودگاه پیکنز کانتی، کارولینای جنوبی                         | GA     | 42           |
| ریدگلاند، کارولینای جنوبی       | 3J1          |      |        | Ridgeland Airport                                            | GA     |              |
| سلودا، کارولینای جنوبی          | 6J4          |      |        | Saluda County Airport                                        | GA     |              |
| اسپارتنبورگ، کارولینای جنوبی    | SPA          | SPA  | KSPA   | فرودگاه اسپاتانبرگ داونتون مموریال                           | GA     | 172          |
| سن جرج، کارولینای جنوبی         | 6J2          |      |        | St. George Airport                                           | GA     |              |
| سامرویل، کارولینای جنوبی        | DYB          |      | KDYB   | Summerville Airport                                          | GA     |              |
| سامتر، کارولینای جنوبی          | SMS          | SUM  | KSMS   | فرودگاه سومتر                                                | GA     | 7            |
| ایونین، کارولینای جنوبی         | 35A          | USC  |        | Union County Airport (Troy Shelton Field)                    | GA     | 2            |
| والتربورو، کارولینای جنوبی      | RBW          | RBW  | KRBW   | فرودگاه محلی لوکانتری                                        | GA     | 11           |
| وینسبورو، کارولینای جنوبی       | FDW          |      | KFDW   | فرودگاه صحرایی فیرفیلد (کارولینای شمالی)                     | GA     |              |
|                                 |              |      |        | Other Public-Use Airports (not listed in NPIAS)              |        |              |
| کلهون فالز، کارولینای جنوبی     | 0A2          |      |        | Hester Memorial Airport                                      |        |              |
| کلیو، کارولینای جنوبی           | 9W9          |      |        | Clio Crop Care Airport                                       |        |              |
| دارلینگتون، کارولینای جنوبی     | 6J7          |      |        | Branhams Airport                                             |        |              |
| گرانیتویل، کارولینای جنوبی      | S17          |      |        | فرودگاه توئین لیکس (کارولینای جنوبی)                         |        |              |
| Green Sea                       | S79          |      |        | فرودگاه گرین سی                                              |        |              |
| همپتون، کارولینای جنوبی         | 3J0          |      |        | Hampton-Varnville Airport                                    |        |              |
| همینگوی، کارولینای جنوبی        | 38J          |      |        | Hemingway-Stuckey Airport                                    |        |              |
| هالی هیل، کارولینای جنوبی       | 5J5          |      |        | Holly Hill Airport                                           |        |              |
| لیک سیتی، کارولینای جنوبی       | 51J          |      |        | Lake City Municipal Airport (C.J. Evans Field)               |        |              |
| لنکستر، کارولینای جنوبی         | T73          |      |        | Kirk Air Base                                                |        |              |
| لاندروم، کارولینای جنوبی        | 33A          |      |        | Fairview Airport                                             |        |              |
| مک‌کورمیک، کارولینای جنوبی       | S19          |      |        | McCormick County Airport                                     |        |              |
| ارینجبرگ، کارولینای جنوبی       | 1DS          |      |        | Dry Swamp Airport                                            |        |              |
| تیمونسویل، کارولینای جنوبی      | 58J          |      |        | Huggins Memorial Airport                                     |        |              |
| ترنتن، کارولینای جنوبی          | 6J6          |      |        | Edgefield County Airport                                     |        |              |
|                                 |              |      |        | Other Military Airports                                      |        |              |
| بووفرت، کارولینای جنوبی         | NBC          |      | KNBC   | پایگاه نیروی هوایی، دریایی بیوفورت (Merritt Field)           |        | 264          |
| استوور، کارولینای جنوبی         | MMT          | MMT  | KMMT   | پایگاه هوایی مشترک گارد ملی مک‌انتیر                          |        | 64           |
| نورت، کارولینای جنوبی           | XNO          |      | KXNO   | فرودگاه صحرایی نورث آگزیلری                                  |        |              |
| سامتر، کارولینای جنوبی          | SSC          | SSC  | KSSC   | پایگاه نیروی هوایی شاو                                       |        | 1,725        |
|                                 |              |      |        | Notable Former Airports                                      |        |              |
| لین، کارولینای جنوبی            | 43J          |      |        | Lane Airport (closed 1983)                                   |        |              |
| نورت چارلزتن، کارولینای جنوبی   |              |      |        | پایگاه شکاری چارلستن (closed after جنگ جهانی دوم)            |        |              |
| Parris Island                   |              |      |        | Page Field (Marine Corps airfield, closed 1950s)             |        |              |